# 手取俊獸屬
手取俊獸屬（學名：Tedoribaatar，日語：テドリバータル）是一屬已滅絕的多瘤齒獸目，生存於白堊紀早期的日本，化石出土於石川縣白山市的桑島層。
屬名以手取川命名，屬名中的baatar（巴特爾）則為蒙古語「英雄」之意。其模式種為萊因手取俊獸（Tedoribaatar reini），種名以德國地理學家約翰尼斯·尤斯圖斯·萊因命名。